# درو حداد
درو حداد (بالإنجليزية: Drew Haddad)‏ هو لاعب كرة قدم أمريكية أمريكي، ولد في 15 أغسطس 1978 في ويست ليك في الولايات المتحدة.

## وصلات خارجية
- درو حداد على موقع مرجع كرة القدم المحترفة.كوم (الإنجليزية)